# Відстань єдиності
Відстань єдиності (в криптології) — число символів шифротексту, при яких умовна інформаційна ентропія ключа (а, отже, і відкритого тексту) дорівнює нулю, а сам ключ визначається однозначно.
Досягнення відстані єдиності ще не означає, що ключ (або відкритий текст) можна знайти на практиці, оскільки визначення не враховує практичне обчислення ключа, а лише постулює, що його можна знайти, наприклад, за допомогою повного перебору.

## Визначення
Визначимо функцію надійності ключа через умовну інформаційну ентропію ключа {\displaystyle Z} і символів шифротексту {\displaystyle y_{1},y_{2},\dots ,y_{n}}, які перехоплює криптоаналітик:
{\displaystyle f_{0}=H\left(Z\right)}
{\displaystyle f_{1}=H\left(Z|y_{1}\right)}
{\displaystyle f_{2}=H\left(Z|y_{1}y_{2}\right)}
{\displaystyle \dots } 
{\displaystyle f_{n}=H\left(Z|y_{1}y_{2}\dots y_{n}\right)}
{\displaystyle f_{n}\leq f_{n-1}\leq \dots \leq f_{1}\leq f_{0}}
Таке число перехваченых символів {\displaystyle u}, при якому {\displaystyle f_{u}=0} і називається відстанню єдиності.

## Приблизна формула
Виведення формули відстані єдиності можливо для деякої «хорошої» криптосистеми, у якої інформаційна ентропія шифротексту володіє певними властивостями «лінійності»:
{\displaystyle H\left(Y\right)=N\log L}
де {\displaystyle N} — загальне число символів шифротексту повідомлення, {\displaystyle L} — алфавіт шифротексту, для простоти приймається рівним в тому числі й для відкритого тексту і ключа шифрування
{\displaystyle H\left(y_{1}\dots y_{n}\right)\approx n\log L}
{\displaystyle H\left(y_{1}\dots y_{n}|Z\right)\approx {n \over N}H\left(X\right)}
останній вираз є «лінеаризацією» виразу{\displaystyle H\left(Y|Z\right)=H\left(X\right)}.
Тоді з виразів для спільної інформаційної ентропії:
{\displaystyle H\left(y_{1}\dots y_{n};Z\right)=H\left(y_{1}\dots y_{n}\right)+H\left(Z|y_{1}\dots y_{n}\right)\approx n\log L+f_{n}}
{\displaystyle H\left(y_{1}\dots y_{n};Z\right)=H\left(Z\right)+H\left(y_{1}\dots y_{n}|Z\right)\approx H\left(Z\right)+{n \over N}H\left(X\right)}
{\displaystyle n\log L+f_{n}\approx H\left(Z\right)+{n \over N}H\left(X\right)}
{\displaystyle n\approx {{H\left(Z\right)-f_{n}} \over {\log L-H\left(X\right)/N}}={{H\left(Z\right)-f_{n}} \over {\log L\cdot \left({1-{{H\left(X\right)} \over {N\log L}}}\right)}}}
Тоді згідно з визначенням відстані єдиності як {\displaystyle u:f_{u}=0}:
{\displaystyle u\approx {H\left(Z\right) \over {\log L-H\left(X\right)/N}}={H\left(Z\right) \over {\log L\cdot \left({1-{{H\left(X\right)} \over {N\log L}}}\right)}}}
Вираз {\displaystyle \rho =1-{{H\left(X\right)} \over {N\log L}}} називають надлишковістю джерела. Якщо надмірність джерела дорівнює нулю, тобто з відкритого тексту неможливо визначити, чи є коректним чи ні (в ньому немає перевірочних контрольних сум або сигнатур), тоді відстань єдиності стає рівною нескінченності, а криптосистема — абсолютно надійною.

## Приклад
Для російської мови надмірність дорівнює 3,5 біта на символ. Якщо використовується моноалфавітний шифр, то число можливих ключів в ньому дорівнює {\displaystyle 33!\approx 8,68\cdot 10^{36}}, а ентропія ключа (при рівноймовірному виборі) {\displaystyle H\left(Z\right)=\log _{2}33!\approx 122,7}біта.
Тоді відстань єдиності для російського тексту, зашифрованого шифром простої заміни, дорівнює:
{\displaystyle u={{H\left(Z\right)} \over {\rho }}\approx 35,1}
Тобто, якщо криптоаналітик перехопить понад 35 символів шифротексту, це з великим ступенем ймовірності дозволить (наприклад, повним перебором) відновити вихідний відкритий текст. Якщо ж буде перехоплено меншу кількість символів, то відновлення тексту буде неоднозначним (можуть бути декілька різних варіантів відкритого тексту).